# 霍贾伊
霍贾伊（Hojai），是印度阿萨姆邦Nagaon县的一个城镇。总人口35722（2001年）。

## 人口
该地2001年总人口35722人，其中男性18760人，女性16962人；0—6岁人口3996人，其中男2019人，女1977人；识字率78.35%，其中男性为82.71%，女性为73.52%。